# Hickory 276 1970
Hickory 276 1970 var ett stockcarlopp ingående i Nascar Grand National Series (nuvarande Nascar Cup Series) som kördes 20 juni 1970 på den 0,363 mile (584,192 m) långa ovalbanan Hickory Motor Speedway i Hickory i North Carolina. Banunderlaget var asfalt. Loppet vanns av Bobby Isaac i en Dodge på tiden 1:27.11 körandes för K&K Insurance Racing. Isaacs snitthastighet uppgick till 68,011 mph. Isaac som startade från Pole position ledde samtliga 276 varv från start till mål med två varvs marginal före tvåan Dick Brooks. Prispotten uppgick till 10 800 dollar, varvid 2 200 dollar gick till segraren.

## Resultat
| Plc     | Nr | Förare          | Team/ bilägare           | Konstruktör | Start | Varv | Ledda varv |
| ------- | -- | --------------- | ------------------------ | ----------- | ----- | ---- | ---------- |
| 1       | 71 | Bobby Isaac     | K&K Insurance Racing     | Dodge       | 1     | 276  | 276        |
| 2       | 32 | Dick Brooks     | Brooks Racing            | Plymouth    | 3     | 274  | 0          |
| 3       | 30 | Dave Marcis     | Marcis Auto Racing       | Dodge       | 6     | 272  | 0          |
| 4       | 49 | G.C. Spencer    | GC Spencer Racing        | Plymouth    | 11    | 269  | 0          |
| 5       | 45 | Bill Seifert    | Seifert Racing           | Ford        | 17    | 268  | 0          |
| 6       | 72 | Benny Parsons   | DeWitt Racing            | Ford        | 7     | 267  | 0          |
| 7       | 64 | Elmo Langley    | Langley-Woodfield Racing | Ford        | 18    | 267  | 0          |
| 8       | 25 | Jabe Thomas     | Robertson Racing         | Plymouth    | 16    | 264  | 0          |
| 9       | 10 | Bill Champion   | Champion Racing          | Ford        | 21    | 264  | 0          |
| 10      | 74 | Wendell Scott   | Scott Racing             | Ford        | 14    | 261  | 0          |
| 11      | 36 | Ben Arnold      | Arnold Racing            | Ford        | 20    | 259  | 0          |
| 12      | 8  | Ed Negre        | Negre Racing             | Ford        | 19    | 252  | 0          |
| 13      | 48 | James Hylton    | Hylton Engineering       | Ford        | 5     | 239  | 0          |
| 14      | 74 | Bill Shirey     | Bill Shirey              | Plymouth    | 12    | 162  | 0          |
| 15      | 88 | Bobby Allison   | Neil Castles             | Dodge       | 9     | 152  | 0          |
| 16      | 79 | Frank Warren    | Warren Racing            | Plymouth    | 22    | 128  | 0          |
| 17      | 27 | Donnie Allison  | Matthews Racing          | Ford        | 4     | 72   | 0          |
| 18      | 54 | Bill Dennis     | Bill Dennis              | Chevrolet   | 8     | 70   | 0          |
| 19      | 93 | Morgan Shepherd | Bill Flowers             | Chevrolet   | 10    | 68   | 0          |
| 20      | 26 | Earl Brooks     | Brooks Racing            | Ford        | 13    | 39   | 0          |
| 21      | 06 | Neil Castles    | Neil Castles             | Dodge       | 2     | 33   | 0          |
| 22      | 24 | Cecil Gordon    | Gordon Racing            | Ford        | 15    | 32   | 0          |
| Källor: |    |                 |                          |             |       |      |            |